# Olin Corporation
A Olin Corporation é um fabricante americano de munições, cloro e hidróxido de sódio. Com sede em Clayton, Missouri, suas raízes remontam a duas empresas, ambas fundadas em 1892 por Franklin W. Olin: a Equitable Powder Company e a Mathieson Alkali Works. Antes de se transferir para Clayton, ela esteve sediada por muitos anos em Stamford, Connecticut. Depois de algumas expansões, ela passou a produzir cartuchos em 1898.

## Histórico

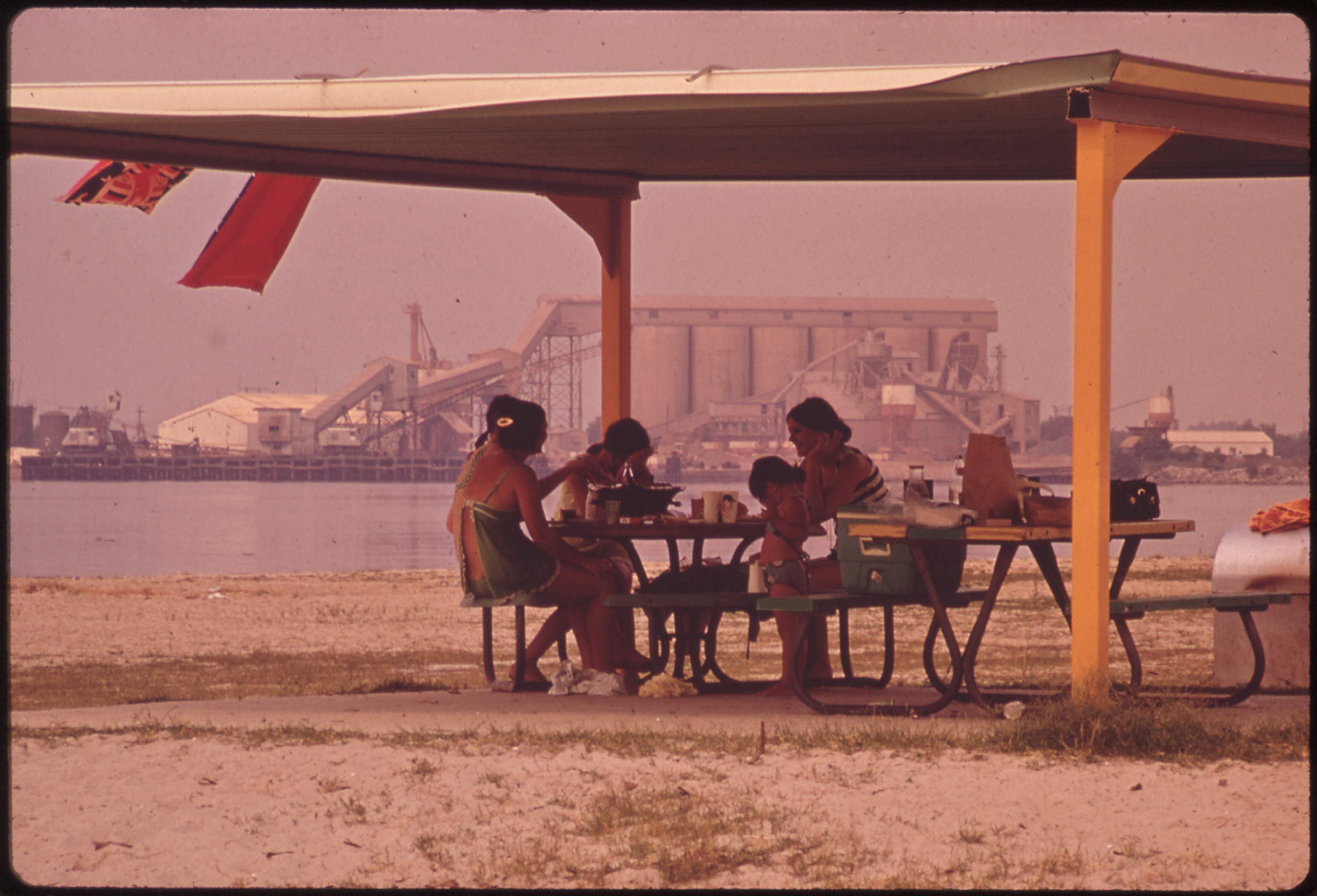
⠀⠀⠀⠀⠀⠀

Em 1898, Franklin Olin, junto com seus dois filhos John e Spencer, formaram a Western Cartridge Company em competição direta com Remington e Winchester. Por um tempo, seus concorrentes conseguiram fazer com que seus fornecedores fechassem as fontes de matéria-prima na tentativa de tirar Olin do mercado. Para sobreviver, Olin diversificou as atividades da empresa.[carece de fontes?]
A empresa comprou um fabricante de papel (a Ecusta Paper Company' em Pisgah Forest, Carolina do Norte), uma instalação de injeção de chumbo, uma instalação de detonadores, uma instalação de fabricação de cartucho de latão e uma instalação de buchas de cera. A empresa também iniciou sua própria fábrica de latão. Juntas, essas empresas se tornaram a Western Cartridge Company. Com ela, os Olins fizeram fortuna fornecendo munições durante a Primeira Guerra Mundial.[carece de fontes?]
Em 1931, a Western comprou a Winchester Company. Olin fundiu as duas em 1935, formando a Winchester-Western.[carece de fontes?]
Em 1944, as várias empresas Olin foram organizadas sob uma nova matriz corporativa, a Olin Industries, Inc. Na época, a Olin Industries e suas empresas subsidiárias administravam o St. Louis Arsenal e contribuíam para o esforço de guerra com funções de manufatura na Badger Army Ammunition e na Lake City Army Ammunition. As fábricas de New Haven e East Alton de Olin empregavam cerca de 17.000 trabalhadores cada - produzindo as armas e munições de pequeno calibre necessárias durante a Segunda Guerra Mundial. A produção de guerra ajudou os Olins a se tornarem uma das famílias americanas mais ricas da época.[carece de fontes?]
Após a guerra, os Olins adquiriram a Mathieson Chemical Corporation - também fundada em 1892, sem relação com a Olin, a Mathieson Alkali Works iniciou seus negócios em Saltville, VA e em 1893 adquiriu sua vizinha, a Holston Salt e Plaster Corp. A partir daí, Saltville se tornou uma cidade empresarial por excelência. Em Saltville, ela produziu cloro e soda cáustica, lixiviando uma quantidade considerável de metilmercúrio (pelas próprias estimativas da empresa, até 100 libras por dia) no solo e na bifurcação norte do rio Holston. De tão poluído, este local foi declarado um como "Superfund" em 1982.
Em 1952, a Mathieson Chemical Company, como era conhecida na época, adquiriu o controle acionário da firma farmacêutica E. R. Squibb & Sons (agora parte da Bristol-Myers Squibb).
Posteriormente, a corporação diversificou seus interesses em uma ampla variedade de negócios, incluindo plásticos, celofane, mineração de bauxita, especialidades automotivas, sistemas de fixação a pólvora e construção residencial. A Olin Ski Company fabricou equipamentos de camping e esqui. (Os esquis Olin são agora produzidos sob um acordo de licença da K2 Sports).
A Olin Industries e a Mathieson Chemical fundiram-se em 1954 para formar a Olin Mathieson Chemical Corporation. A nova empresa tinha 35.000 funcionários, 46 fábricas nacionais e 17 estrangeiras. A empresa fabricou herbicidas fenoxi e agentes anti-colheita para o Fort Detrick sob contrato com o U.S. Army Chemical Corps. John Olin aposentou-se em 1963; no ano seguinte, a empresa trouxe executivos com experiência em hardware para dirigir a Winchester. A nova equipe administrativa introduziu peças baratas de metal forjado na linha de produção da Winchester, o que acabou prejudicando a reputação de qualidade que a Winchester desfrutava anteriormente.